# 九試夜間水上偵察機
九試夜間水上偵察機（きゅうしやかんすいじょうていさつき）は、大日本帝国海軍が計画した偵察飛行艇。愛知航空機と川西航空機が試作を行い、うち愛知機が九六式水上偵察機として制式採用された。この項では不採用となった川西機（E10K）について述べる。

## 概要
九試夜偵は不採用となった六試小型夜間偵察飛行艇を代替するものであり、六試夜偵艇同様、長時間飛行のための高い航続性能と安定性を持つ低速の機体であることが要求されていた。川西は社内名称「T型夜偵」として1934年（昭和9年）1月に設計を開始し、同年9月10日に初飛行した。同年10月からは海軍による審査が開始されたが、安定性と操縦性が不足し、エンジン換装や機体の小改造を行っても改善されなかったため、不採用となった。試作された1機は九四式輸送機として海軍に領収され、輸送連絡に用いられた。
E10Kは胴体は全金属製、九四式水上偵察機のものを流用した金属製骨組に羽布張りの複葉の主翼を持ち、上翼中央部に中島「寿一型」エンジンを牽引式に装備していた。九四式輸送機はエンジンが「寿四型改」（離昇710 hp）に換装されたほか、運搬用車輪が増設されている。
E10Kは川西が自社開発した初の飛行艇となった。

## 諸元（九試夜偵）
- 全長：11.34 m
- 全幅：14.55 m
- 全高：4.40 m
- 主翼面積：50.5 m2
- 自重：1,670 kg
- 全備重量：2,870 kg
- エンジン 中島 寿一型 空冷星型9気筒（離昇600 hp） × 1
- 最大速度：206 km/h
- 武装：7.7mm旋回機銃 × 1
- 乗員：3名